# Boa Vista
Pour les articles homonymes, voir Boa Vista (homonymie).
Boa Vista est une ville du Brésil, capitale de l'État du Roraima.

## Géographie
Boa Vista se situe dans le centre Est de Roraima. C'est la seule capitale brésilienne située au-dessus de l'équateur. Elle a une superficie de 5 117,9 km2 (qui correspond à 2,54 % de la superficie de l'État). Les communes limitrophes sont Pacaraima au Nord ; Normandia au Nord-Est; Bonfim à l'Est ; Cantá au Sud-Est ; Mucajaí au Sud-Ouest ; Alto Alegre à l'Ouest ; et Amajari au Nord-Ouest.
La forêt nationale de Roraima s'étend sur le territoire de la municipalité.

## Construction de la ville
Elle fut construite sur les plans de Darcy Aleixo Derenusson, qui voulut faire une copie de la ville de Paris, en France,

## Histoire
Elle fut fondée en 1830 par Inácio Lopes de Magalhães (pt). Son nom original était Boa Vista do Rio Branco.
L'extraction de métaux précieux a longtemps été l'activité principale de la ville.

## Démographie
En 1950, la ville compte 5 200 habitants. Aujourd'hui (recensement de 2005) elle compte 300 000 habitants. Elle continue de grossir démographiquement (environ 3 % par an).
L’actuelle crise économique, sociale et politique au Venezuela pousse plusieurs dizaines de milliers de ses citoyens à aller chercher de meilleures conditions de vie au Brésil, et notamment à Boa Vista qui est la grande ville brésilienne la plus proche de la frontière entre le Brésil et le Venezuela, amenant en octobre 2016 le gouvernement du Roraima à réclamer l’aide de la fédération brésilienne. Parmi cet afflux de population, les amérindiens de l’ethnie Warao — venus, près d’un millier de kilomètres au nord, du delta de l'Orénoque en canot, puis en autocar, auto-stop ou taxi — sont l’objet de mesures d'expulsion du Brésil, revenant cependant à Boa Vista.

## Pouvoir politique
Entre 1996 et 2000, le pouvoir municipal était au main d'Ottomar Pinto (pt). Puis entre 2001 jusque 2005, Maria Teresa S. S. Jucá, est la maire de la Ville. Son parti était le PSB.
En 2005, Teresa Jucá a renoncé au pouvoir pour devenir sénatrice. Le maire est donc aujourd'hui Iradilson Sampaio de Souza (toujours membre du PSB).

## Transports
Boa Vista a un système de transports très précaire, comparé à celui de Manaus. Le bus est peu fréquenté dans cette ville, même si les différentes infrastructures de bus sont très modernes. Les habitants préfèrent utiliser le taxi, ce qui cause une pollution forte ainsi que de nombreux embouteillages.
Il existe également l'aéroport international de Boa Vista qui dessert certaines villes d'Amérique du Sud telles que Brasilia, Manaus, Paramaribo, Curaçao et Georgetown.

## Personnalités
Bianca Matte (1990-), reine de beauté, est née à Boa Vista.